# 北条宗房
北条 宗房（ほうじょう むねふさ）は、鎌倉時代後期の北条氏の一族。同時代に同姓同名の人物が2人存在する。
1. 北条時隆の子。母は不詳。北条時村の孫。北条時房の曽孫。通称は相模馬助。官位は土佐守。生没年不詳[1]。
2. 第7代執権・北条政村の4男。母は不詳。兄弟に北条通時、北条時通、北条時村、厳斎、北条政長、北条政頼、北条政方。通称は新相模四郎、相模右馬助。父の代から幕政の中枢にあり、北条貞時の元服、引付衆など要職や諸行事を参加した。弘安7年（1284年）に第8代執権の北条時宗が死去したのを受け、出家して道妙と号した。正室は宇都宮経綱の娘。生没年不詳[1][2]。